# Stephanocyathus crassus
Espèce
Statut CITES
Stephanocyathus crassus est une espèce de coraux de la famille des Caryophylliidae. Selon la base de données WoRMS, Stephanocyathus crassus fait partie du sous-genre Stephanocyathus (Stephanocyathus) Seguenza, 1864.